# Giovanni Arvedi
Giovanni Arvedi (Cremona, 28 agosto 1937) è un imprenditore e dirigente sportivo italiano.
Fondatore della Finarvedi SpA, holding che opera dal 1985 nel settore della siderurgia, dal 2007 è proprietario dell'Unione Sportiva Cremonese, di cui è attualmente presidente onorario.

## Biografia
Nasce in una famiglia attiva nel commercio e nella lavorazione dei metalli originaria di Celentino, in Trentino, e trasferitasi a Cremona nel 1915. Nel 1963 comincia la sua carriera imprenditoriale fondando due aziende, una commerciale – Arvedi Commercio – e una produttiva – Ilta. Quest'ultima si dedica alla produzione di tubi saldati in acciaio al carbonio, e dal 1970 anche di tubi saldati di acciaio inossidabile.
Impegnato in una continua ricerca nel settore dell'impiantistica legata alla produzione e alla lavorazione dell'acciaio, nel 1973 apre a Cremona l'Acciaieria Tubificio Arvedi, moderna miniacciaieria dedicata alla produzione di acciaio e tubi laminati a caldo. Nei primi anni Ottanta acquista dalla Falck la Celestri, una delle principali aziende commerciali e di servizi siderurgici che in seguito cede nel 1985 nell'ambito di uno scambio di quote azionarie con la Dalmine che lo porta al salvataggio dell'ex Fit Ferrotubi, tra cui il Tubificio Lombardo di Corbetta, l'Acciaieria di Trigoso e la Arinox di Sestri Levante. Inoltre acquisisce una significativa partecipazione in AFL Acciaierie e Ferriere Lombarde del Gruppo Falck. L'Acciaieria di Trigoso diventa, con la denominazione Arinox, il primo e unico produttore di nastri di acciaio inossidabile di precisione in Italia.
Nel corso della sua esperienza imprenditoriale, Giovanni Arvedi è intervenuto nel salvataggio della Rizzoli e del Corriere della Sera nel 1984, in seguito alla vicenda P2 arrivando ad avere fino al 12% del capitale e l'incarico di vicepresidente sia in Rizzoli che in Gemina. È uno dei più attivi nel salvataggio della Rizzoli ed è l'unico a mettere sul piatto 140 miliardi di lire ma dirà anche nel giugno 1983 a L'Europeo: "Purtroppo abbiamo scoperto che tutti hanno paura. Paura di fare cosa sgradita ai partiti, di andare incontro a qualche guaio o, peggio, di finire sulle prime pagine di qualche giornale".
Nel 1989 è per quattro anni presidente degli industriali di Cremona.
L'anno cruciale dal punto di vista imprenditoriale è il 1992 quando entra in funzione, dopo una difficile gestazione dovuta agli errori nella costruzione degli impianti da parte della tedesca Mannesmann e che lo costringerà ad indebitarsi per mille miliardi, un nuovo impianto presso l'acciaieria di Cremona, specializzato nella produzione di nastri di acciaio molto sottili, primo esempio europeo e secondo al mondo di mini-mill per prodotti piani.
Dopo la sua messa a punto, questa tecnologia innovativa per il processo di fabbricazione di laminati piani in acciaio, denominata Arvedi ISP (Inline Strip Production), viene brevettata in tutto il mondo. La tecnologia ISP si caratterizza per le dimensioni di ingombro significativamente inferiori a quelle della concorrenza, per una migliore qualità del prodotto finito e per una riduzione dei consumi energetici e delle emissioni.
Tra la fine degli anni 90 e l’inizio del primo decennio del 2000, a partire dai risultati operativi dell’impianto ISP, il Gruppo Arvedi sviluppa e brevetta la tecnologia ESP (Endless Strip Production) che applica alla produzione di nastri laminati a caldo il concetto di colata e laminazione completamente “in endless”, ovvero senza soluzione di continuità. Questo consente di produrre direttamente a caldo nastri di acciaio ultrasottili, fino a 0,8 mm di spessore, ottenuti negli impianti convenzionali solo dopo la laminazione a freddo.
Il nuovo impianto ESP viene avviato a Cremona nel 2008 e nel e febbraio 2009 viene prodotto il primo coil di acciaio proveniente da un impianto endless.
Nel novembre del 2014 è stato firmato tra il Gruppo Arvedi, Icop e gli enti governativi del Ministero dello Sviluppo Economico l’atto di acquisizione della Ferriera di Servola (Trieste). L’impianto sorge su un sito SIN (sito inquinato di interesse nazionale) che è in corso di bonifica . Nel corso degli anni successivi, il Gruppo Arvedi espande le attività del sito di Servola attraverso l’installazione di uno stabilimento di lavorazione a freddo di nastri d’acciaio.
Nel 2019, a seguito delle richieste delle autorità, il Gruppo Arvedi ha concordato lo spegnimento dell’area a caldo della Ferriera di Servola, ponendo fine alla produzione di ghisa a Trieste dopo 123 anni.
Nel 2021 ha acquistato la Acciai Speciali Terni.
Nel corso della sua lunga carriera in campo siderurgico, Giovanni Arvedi ha sviluppato e depositato diversi brevetti relativi sia all’innovazione dei processi che agli equipaggiamenti applicabili alla siderurgia, estesi ai principali Paesi industrializzati.

## Attività sportive e culturali
Nel 2007 rileva l'Unione Sportiva Cremonese, in un momento di pesanti difficoltà economiche della società, affidandola a Emiliano Mondonico, e ne mantiene per 5 anni la presidenza. Nel 2011 realizza un centro sportivo per l'allenamento del settore giovanile grigiorosso.. Ha successivamente lasciato i ruoli operativi, assumendo la carica di presidente onorario della società.
Dopo il ritorno in Serie B del 2017, nel 2022 riesce a riportare la squadra lombarda in Serie A, 26 anni dopo l’ultima apparizione.
Nel 2013 finanzia l'apertura del Museo del Violino di Cremona e del Laboratorio Arvedi di Diagnostica Non-Invasiva dell'Università di Pavia, specializzato nella ricerca scientifica sui materiali impiegati nella costruzione degli strumenti musicali e scientifici. Contestualmente, cura il restyling di Piazza Marconi, in cui è situato il museo stesso.
È editore del settimanale cremonese "Mondo Padano" e della TV locale "Cremona1 TV" (entrambi attivi dal 2013).
Sempre nel 2013 finanzia il recupero dell'edificio che in seguito diventerà la casa di riposo "Giovanni e Luciana Arvedi" di Cremona.

## Vita privata
È sposato con Luciana Buschini. In azienda sono impegnati in ruoli diversi i tre nipoti, figli della sorella della moglie, Mirella.

## Onorificenze e riconoscimenti

### Altri riconoscimenti
- nel 2006 laurea ad honorem dall'Università Cattolica del Sacro Cuore di Milano in gestione d'azienda
- nel luglio del 2009 “Bessemer Gold Medal” da parte dell’Institute of Materials Minerals & Mining di Londra
- nel 2012 cittadino onorario di Robecco d’Oglio[18]
- nel novembre del 2012 “Carl Lueg Medal” da parte dello Stahlinstitut VDEh di Düsseldorf[19]
- nel giugno del 2013 “Willy Korf/Ken Iverson Steel Vision Award” da parte di WSD Word Steel Dynamics, USA[20].
- nell'ottobre del 2013 laurea ad honorem in ingegneria meccanica dal Politecnico di Milano[21]
- nell'ottobre del 2013 medaglia d'oro "Città di Cremona"[22]
- nel febbraio 2016 “Premio per la migliore innovazione tecnologica” da parte di Mitsubishi Industries, Giappone
- nell'ottobre 2016 laurea ad honorem in Scienze da parte del Politecnico di San Pietroburgo, Russia[23]
- nell'aprile 2018 cittadino onorario di Sestri Levante[24]
- nel febbraio del 2020 “Tadeuz Sendzimir Memorial Medal” da parte dell’AIST Association for Iron&Steel Technology, USA